# Bezzia sexspinosa
Bezzia sexspinosa är en tvåvingeart som beskrevs av Edwards 1928. Bezzia sexspinosa ingår i släktet Bezzia och familjen svidknott.
Artens utbredningsområde är Amerikanska Samoa. Inga underarter finns listade i Catalogue of Life.